# Georges Lamothe
Marie Émile Georges Lamothe (Paris, 4 mai 1842 - Courbevoie, 15 octobre 1894) était un compositeur, pianiste et joueur d'harmonium français prolifique. Outre un grand nombre de pièces de salon pour piano, il était également connu comme accompagnateur de représentations théâtrales populaires, notamment de pièces de marionnettes.

## Carrière
Lamothe est né à Paris en 1842. Le Baker's Dictionary affirme qu'il a composé plus de 1 000 œuvres  alors que le catalogue en ligne de la Bibliothèque nationale de France comptent 503 entrées sous son nom, incluant également des arrangements d'œuvres de Lamothe par d'autres compositeurs. Le numéro d'opus le plus élevé est 310, mais de nombreuses autres œuvres sont sans numéros d'opus, et environ 15 à 20 numéros d'opus couvrent deux ou trois œuvres chacun. Indépendamment du nombre exact de ses œuvres, il fut un compositeur très productif, publiant ses premières œuvres en 1861, à peine âgé de 19 ans.
Il est le fils de Jean Paul Émile Alexandre Lamothe, juriste, et de Marie Madeleine Désirée Chatelain. On ne dispose d'aucun renseignement concernant ses professeurs ou les établissements où il suivit sa formation musicale. Il est possible qu'il ait fréquenté le Conservatoire de Paris, bien que son nom n'apparaisse pas dans les publications répertoriant les lauréats de cette institution.
La presse française contemporaine le décrit souvent comme un organiste ; par exemple, un numéro de 1881 du Figaro l'appelait «l'organiste de Sa Majesté la Reine d'Espagne»  et, en fait, il reçut le titre d'«Organiste de la Chambre royale de Sa Majesté la reine Isabelle II d'Espagne » en décembre 1878. Cependant, bien qu'il ait joué en Espagne, il n'existe pas de trace d'un séjour prolongé à la cour espagnole, il ne doit donc s'agir que d'un titre honorifique. Par ailleurs, cette activité ne doit pas être confondue avec celle d’organiste d’église. Lamothe a écrit et joué sur un "orgue expressif" portable, mieux connu sous le nom d'harmonium. À plusieurs reprises, Lamothe fait la promotion en public de produits du facteur d'harmonium « Alexandre père et fils », par exemple à l'Exposition Universelle de Paris en 1889. Un article de journal de 1882 le mentionne comme donnant des cours d'orgue-harmonium aux Salons Mangeot, 21 avenue de l'Opéra, Paris. Comme interprète au piano et à l'harmonium, Lamothe jouissait d'une popularité internationale : il se produisait partout en France, en Espagne et au Portugal, et a également effectué des tournées en Angleterre en 1875  et aux États-Unis pendant deux mois en 1876.
La principale activité musicale de Lamothe semble avoir été d'écrire et d'interpréter de la musique de scène pour des productions théâtrales, notamment des pièces de marionnettes. En 1864, Lamothe devient membre des « Pierrots », groupe d'artistes parisien à l'initiative de l'acteur Montrouge, aux côtés de Jean-François Berthelier, Coquelin Cadet, Joseph Darcier, Léon Fusier, Félix Galipaux, Eugène Silvain, et d'autres. Il fut également membre des « Pupazzi » de Louis Lemercier de Neuville (1830-1918), groupe de marionnettistes se produisant dans toute la France. A Paris, ces spectacles étaient fréquemment représentés au Théâtre Robert-Houdin, Lamothe étant un proche collaborateur de son fondateur, le magicien Jean-Eugène Robert-Houdin. Il en était l'un des accompagnateurs au piano dans les productions. Des compositions comme La Malle des Indes, op. 161 (1876) et Une Soirée chez Robert-Houdin (1890) sont dédiés à Robert-Houdin.
Dans son autobiographie (1911), Lemercier de Neuville dresse la liste des accompagnateurs avec lesquels il a travaillé au cours de sa carrière. Il cite, entre autres, Georges Bizet, Charles Gounod, Gustave Nadaud, Léo Delibes, Edmond Audran et Georges Lamothe. Parmi les compositeurs qui ont écrit de la musique spécifique pour ses pièces, il comprenait, outre Lamothe, Charles Domergue de la Chaussée, Olivier Métra, Émile Pessard et Albert Renaud.
Outre le titre d'organiste de la reine d'Espagne (1878), il fut également décoré en Espagne de la Croix de l'Ordre d'Isabelle la Catholique. En 1879, il fut fait Chevalier de l'Ordre du Christ (des mains du roi du Portugal, 1879), et il reçut la Croix de l'Ordre de Charles III (des mains du roi d'Espagne, 1885). En France, il fut nommé « Officier de l'Instruction Publique » en janvier 1890, honneur accordé par le gouvernement français à des enseignants distingués, également connus sous le nom de « Palmes d'or » de l'Ordre des Palmes académiques.

Lamothe est décédé subitement à Courbevoie, département des Hauts-de-Seine, à l'âge de 52 ans. Selon le journal Le Figaro, il serait mort d'un abcès à l'estomac ; Le journal musical Le Ménestrel rapporte qu'il souffre depuis trois jours d'une maladie infectieuse de l'estomac. Il est inhumé le 17 octobre 1894 au cimetière du Père-Lachaise à Paris, division 44.
| - Tout Paris (puppet show for the "Pupazzi" of Louis Lemercier de Neuville), Paris, Théâtre Robert-Houdin, 19 November 1886 - Polichinelle et la mort (libretto: Evariste Mangin and Paul Eudel), 1 act, Paris, Théâtre d’Application, 13 January 1892 - Le Collier d'ambre. Polka (1861) - Le Feu follet. Polka, Op. 3 (1862) - Italia. Polka brillante, Op. 5 (c.1862) - Bouquet de roses. Polka-mazurka, Op. 17 (1866) - Impériale, Polka brillante, Op. 21 (1866) - Croquetaine. Polka -mazurka, Op. 22 (1866) - Salut à la France. Scène maritime, Op. 24 (1866) - Coquillette. Polka, Op. 26 (1866) - Franconi. Polka élégante, Op. 27 (1866) - Voilà l'plaisir, mesdames, Polka brillante, Op. 28 (1865) - En Avant, Polka militaire, Op. 30 (1866) - Sur la montagne. Harmonie du soir, Op. 31 (1866) - Dormez ma belle. Berceuse, Op. 32 (1866) - Altorf. Polka-mazurka, Op. 33 (1866) - Promenade militaire. Fantaisie, Op. 34 (1866) - Valse des perles, Op. 35 (1866) - Au clair de la lune. Variations brillantes, Op. 36 (1866) - Phoebé. Valse, Op. 41 (1866) - Valse des amoureuses, Op. 42 (1865) - Mandarine. Polka-mazurka, Op. 44 (1867) - Fanfare-polka, Op. 45 (1867) - Fleurs des champs. Trois danses, Op. 49 (1869) - Eliane. Polka mazurka, Op. 50 (1867) - Bella. Valse, Op. 51 (1867) - Caprice espagnol. Morceau de salon, Op. 52 (1867) - Promenade champêtre. Fantaisie pastorale, Op. 56 (1868) - Cachucha-mazurk, Op. 57 (1868) - Lisbonne. Boléro, Op. 58 (1868) - Marche des souverains, Op. 60 (1868) - A Midsummer Night’s Dream. Musique de scène, Op. 61 (1868) - La Danse des roses. Air de ballet, Op. 62 (1868) - Le Jardin des rêves. Mazurka, Op. 63 (1868) - Pirouette. Polka, Op 64 (1868) - La Lanterne. Polka mazurka, Op. 65 (1868) - Poésie. Caprice, Op. 66 (1869) - Un Souvenir. Étude de salon, Op. 67 (1869) - Le Premier baiser. Valse, Op. 68 (1869) - La Sympathique. Grande valse de salon, Op. 69 (1869) - La Charmeuse. Valse, Op. 70 (1869) - Soupir des feuilles. Rêverie-mazurka, Op. 71 (1869) - Les Larmes. Rêverie musicale, Op. 72 (1869) - Evohé. Chanson à boire, Op. 74 (1869) - Les Saisons. Quatre fantaisies-études, Op. 75 (1869) - La Napolitaine. Tarentelle, Op. 76 (1869) - Le Val des fées. Mazurka de salon, Op. 80 (1869) - France. Transcription militaire du chœur d'Ambroise Thomas, Op. 81 (1869) - Marche vénitienne, Op. 82 (1870) - Tolède. Boléro, Op. 84 (1870) - Désespérance. Rêverie nocturne, Op. 85 (1870) - Les Cloches de Pâques. Carillon avec variations sur l'hymne 'O filii', Op. 86 (1870) - Frétillon-polka, Op. 87 (1870) - Ko-Kli-Ko. Polka chinoise, Op. 90 (1870) - Brise des nuits. Valse, Op. 91 (1870) - Gavotte Pompadour, transcrite et variée, Op. 95 (1870) - Chants d’Alsace, Op. 100 (1871) - La Marseillaise. Transcription militaire, Op. 101 (1870) - Les Rives de l'Arno. Rêverie italienne, Op. 102 (1972) - Eclat de rire. Polka fantaisie, Op. 103 (1872) - Mélancolie. Valse, Op. 104 (1872) - Buisson d'écrevisses. Polka, Op. 121 (1872) - Un Désir. Suite de valses (1872) - Les Délices, Valse, Op. 122 (1873) - Danse arabe, Op. 133 (1873) - La Fiancée. Valse brillante, Op. 135 (1873) - Fontainebleau. Valse fanfare, Op. 136 (1874) - Turquoise. Polka, Op. 138 (1874) - Or et azur. Valse, Op. 139 (1874) - Nuit et jour. Grande valse, Op. 155 (1874) - Barque jolie. Grande valse sur des motifs de Victor Robillard, Op. 156 (1876) - La Fée de la nuit. Valse brillante, sur les motifs de Ch. Pourny, Op. 157 (1876) - Madrigal de François 1er (1519), recueilli et transcrit, Op. 158 (1875) - Les Bersagliers. Caprice militaire, Op. 159 (1876) - Carnaval parisien. Fantaisie burlesque, Op. 160 (1875) - La Malle des Indes. Galop brillant, Op. 161 (1876) - Tramway-galop, Op. 163 (1876) - Frascati. Valse, Op. 169 (1875) - Songes roses. Suite de valses, Op. 170 (1875) - Nuit d'Orient. Grande valse de salon, Op. 171 (1875) - Le Message des fleurs. Valse, Op. 172 (1876) - Le Pays des songes. Valse, Op. 174 (1876) - Les Archers d'Armagnac. Morceau caractéristique, Op. 175 (1876) - Rêverie sur l'eau. Barcarolle, Op. 176 (1876) - Primavera. Mazurka, Op. 177 (1875) - Royale gavotte, Op. 178 (1877) - Chacone du bon vieux temps, Op. 179 (1877) - Menuet du Roi, Op. 181 (1877) | - La Petite mariée, opéra bouffe de Ch. Lecocq. Fantaisie brillante, Op. 182 (1876) - Le Réveil du régiment. Marche, Op. 185 (1875) - Le Vieux Paris. Ronde nocturne, Op. 193 (1876) - Etendard. Polka, Op. 196 (1876) - Lulu-galop, Op. 197 (1876) - Acrobate-galop, Op. 197 (1877) - Flamberge au vent. Caprice militaire, Op. 198 (1877) - Cavalcade-galop, Op. 202 (1877) - Le Palanquin. Marche indienne, Op. 206 (1878) - France et Navarre. Air ancien attribué à Henri IV, Op. 207 (1877) - Rosée du matin. Valse brillante, Op. 208 (1877) - Dora. Valse espagnole, Op. 209 (1877) - Toujours et encore. Valse, Op. 211 (1878) - Pour un sourire. Valse, Op. 212 (1878) - Souvenir du village, Op. 214 (1879) - La Petite muette, opéra-comique en 3 actes de Gaston Serpette. Fantaisie, Op. 215 (1878) - La Fée des bruyères. Valse, Op. 216 (1879) - La Bayadère. Air de ballet, Op. 217 (1879) - Castor et Pollux, de Rameau. Mosaïque, Op. 218 (1879) - Varsovie. Impromptu-mazurka, Op. 219 (1879) - Brune et blonde. Valse brillante, Op. 220 (1878) - Marche funèbre, Op. 221 (1878) - Toujours à toi. Valse, Op. 223 (1879) - Rêverie d'automne, Op. 224 (1879) - Sous la feuillée. Rêverie-nocturne, Op. 225 (1879) - Ciel de feu. Suite de valses, Op. 229 (1880) - Gavotte de la Reine, Op. 236 (1881) - Les Chevaliers du guet. Caprice militaire, Op. 237 (1881) - La Corrida de los torros. Souvenir andaloux, caprice, Op. 242 (1880) - Gavotte de Vestris, Op. 246 (1881) - Chanson du vert-galant, Op. 247 (1882) - Royal-défilé. Caprice militaire, Op. 253 (1882) - C'est un rêve. Suite de valses sur la célèbre mélodie anglaise 'Dreaming' de Milton Wellings (1883) - Un Jour. Suite de valses sur la célèbre mélodie anglaise 'Some Day' de Milton Wellings (1883) - Lakmé, opéra de Léo Delibes. Caprice-valse (1883) - François les bas bleus, opéra-comique en 3 actes de F. Bernicat et A. Messager. Fantaisie brillante, Op. 260 (1884) - Sigurd, opéra de E. Reyer. Valse (1884) - Vivette. Polka-mazurka sur les motifs du ballet 'La Farandole' de Théodore Dubois (1884) - Marche des pupazzi. Mirlitonade, Op. 271 (1886) - Sur la falaise. Rêverie-nocturne, Op. 273 (1886) - Gavotte Marion de Lorme, Op. 274 (1886) - Pavane Renaissance, Op. 278 (1886) - Souvenir de Hongrie (Eljen!). Caprice, Op. 279 (1886) - Tunis-marche, Op. 280 (1886) - Le Cid. Valse sur les motifs de J. Massenet (1886) - Marche des maillotins, Op. 283 (1888) - Bagdad-marche. Polka-marche, Op. 288 (1889) - Pendant la valse. Impromptu, Op. 301 (1887) - Les Femmes de France. Valse (1887) - Marche des chameliers. Souvenir d'Orient, Op. 302 (1889) - Retraité française. Caprice militaire, Op. 303 (1889) - Le Roi Soleil. Célèbre menuet Louis XIV, Op. 304 (1889) - Derrière l'éventail. Marivandage, Op. 305 (1889) - Une Soirée chez Robert-Houdin. Quadrille (1890) - France et Russie. Caprice militaire, Op. 306 (1891) - Veillées d'automne. Six pièces caractéristiques sans octaves (piano 4-hand), Op. 308 (1891) - Pierre fines. Six danses faciles sans octaves, Op. 309 (1891) - Soirées d'hiver. Six morceaux caractéristiques sans octaves, Op. 310 (1891) - Côte d'azur, Valse (1894) - Le Fremersberg (1864) - Loin du monde. Méditation, Op. 10 No. 31 (1864) - Souvenirs du 'Capitaine Henriot', de Gevaert. Fantaisie brillante, Op. 14 (1865) - Fantaisie brillante sur des motifs du 'Chalet', opéra d'Adolphe Adam, Op. 25 (1865) - Une Fête aux champs. Fantaisie pastorale, Op. 37 (1866) - Le Réveil des anges. Prière, Op. 88 (1870) - Impromptu villageois, Op. 12 (1866) - Souvenir du St. Bernard. Angelus, Op. 13 (1865) - Les Roses. Valse, Op. 162 (1875) - Guillaume Tell. Grand duo, Op. 183 (1876) - Paul et Virginie, opéra de Victor Massé. Grand duo, Op. 199 (1877) - Opéras de Verdi. Six grands duos, Op. 230 (1880) - Quand je n'avais pas de maîtresse. Chansonnette (Paul Laffitte) (1860) - À l'ours. Cri populaire (Albert Bomier, Eugène Maygrier) (1867) - La Cabaretière. Chanson (E. Maygrier, A. Bomier) (1868) - On n'a jamais fait d'om'lette. Paysannerie (E. Maygrier, A. Bomier) (1868) - Les Regrets de Suzette. Rêverie (1868) - Les Moissons. Chant villageois (G. Valpian, A. Bomier) (1868) - C'est pas fort. Exclamation populaire (Charles Blondelet, Félix Baumaine) (1868) - Adieu printemps. Mélodie (Victor Luciennes) (1870) - Ton nom. Mélodie (Alexandre Barbarroux) (1870) |